# Музееведение

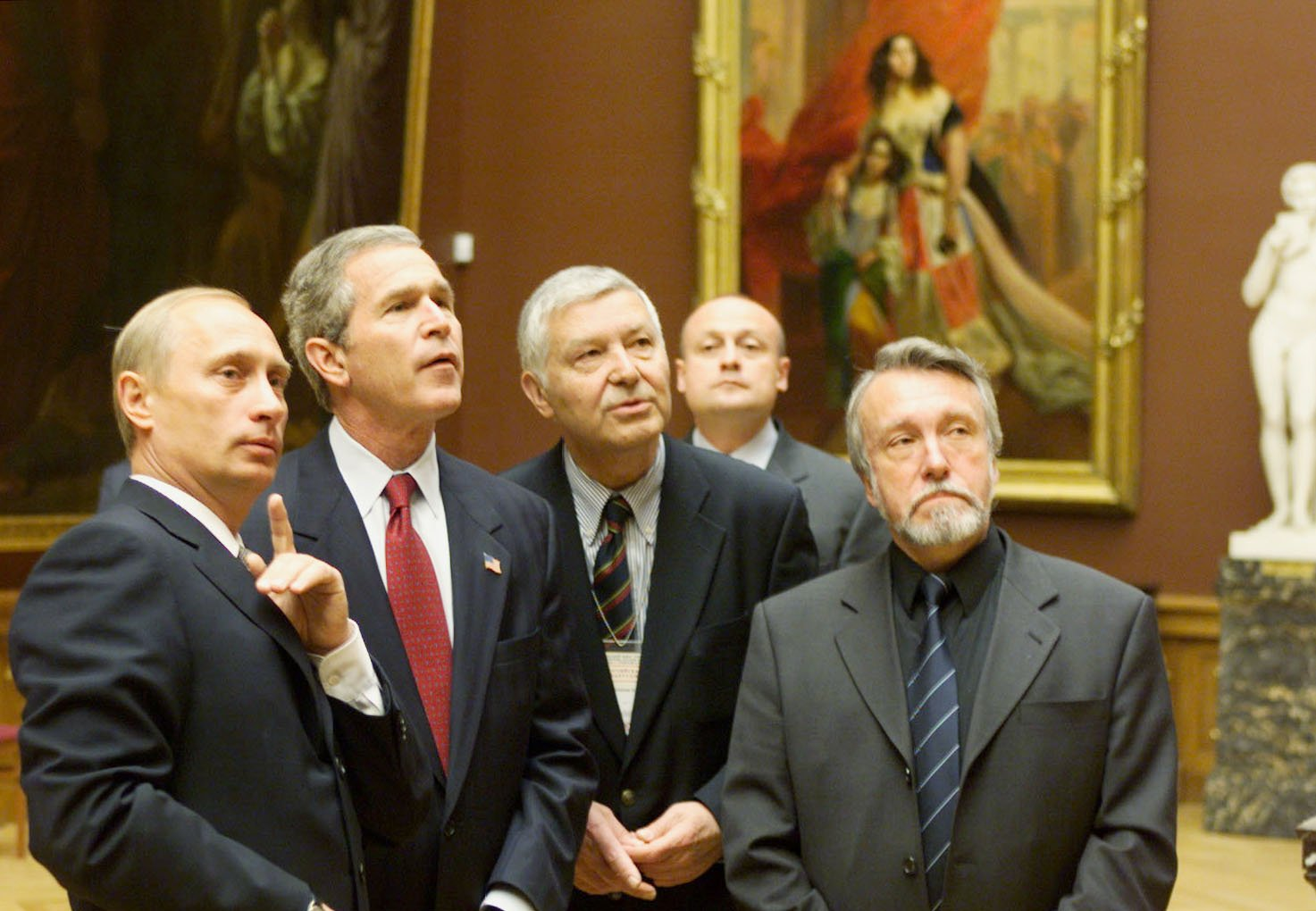
В. Путин и Д. Буш в Русском музее, 2002

Музееве́дение (музейное дело; музеоло́гия) — научная дисциплина, появившаяся в конце XIX века и изучающая историю музеев, их общественные функции, теорию и методику музейного дела.

## Термин
В 1982 году профессором Томиславом Шолой введён также термин херитоло́гия (heritologia) (от англ. cultural heritage), что по мнению ряда музеологов, например, профессора университета Ювяскюля Янне Вилкуна, более концептуально отражает нацеленность дисциплины на изучение культурного наследия человечества, а также как составную часть мнемософии — науки о наследии и всех социальных институтах, сохраняющих человеческий опыт.
В последнее десятилетие XX века, как реакция на социализацию музея и усиление теоретического направления в музееведении, наметилась тенденция разделять понятия «музееведение» и «музеология», что находит отражение, главным образом, в разделении образовательных стандартов двух специальностей. Разница между музееведением и музеологией как научными дисциплинами не прослеживается, так как в рамках теоретического музееведения реализуется системный подход, исследуется и обсуждается весь современный спектр проблем, связанных с сохранением и актуализацией всех форм культурного и природного, движимого и недвижимого, материального и нематериального наследия. Постановка и решение проблем в широком социо-культурном контексте обусловило утвердившуюся на рубеже XX и XXI веков тенденцию относить музееведение к культурологическим дисциплинам. Общее музееведение изучает закономерности, характерные для любого музея как института социальной памяти. Специальное музееведение, связанное с профильными дисциплинами, изучает эти закономерности применительно к особенностям и функционированию музея определённого профиля.

## История
Появление музеологии как отдельной научной дисциплины относится к последней четверти XIX века, когда в 1877 году в Дрездене стал выходить первый специализированный «Журнал музеологии и антиквариата» (нем. «Zeitschrift für Museologie und Antiquitätenkunden»).
В 1919 году в новообразованном университете Брюнна музеология значилась в списке преподаваемых дисциплин.

## Музееведение как наука
Музееведение имеет свой объект, предмет, метод, язык и структуру исследования.
Объект музееведения

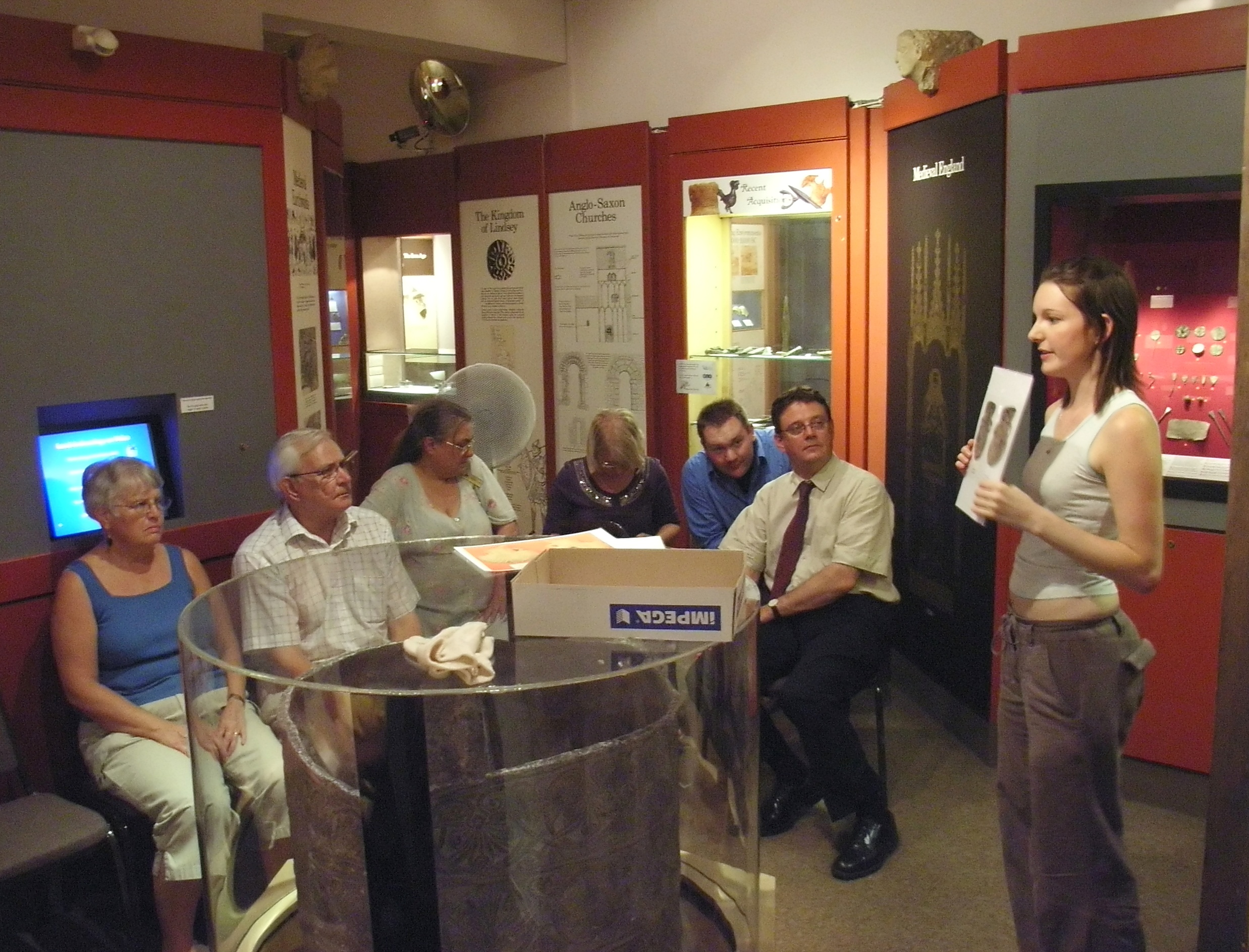

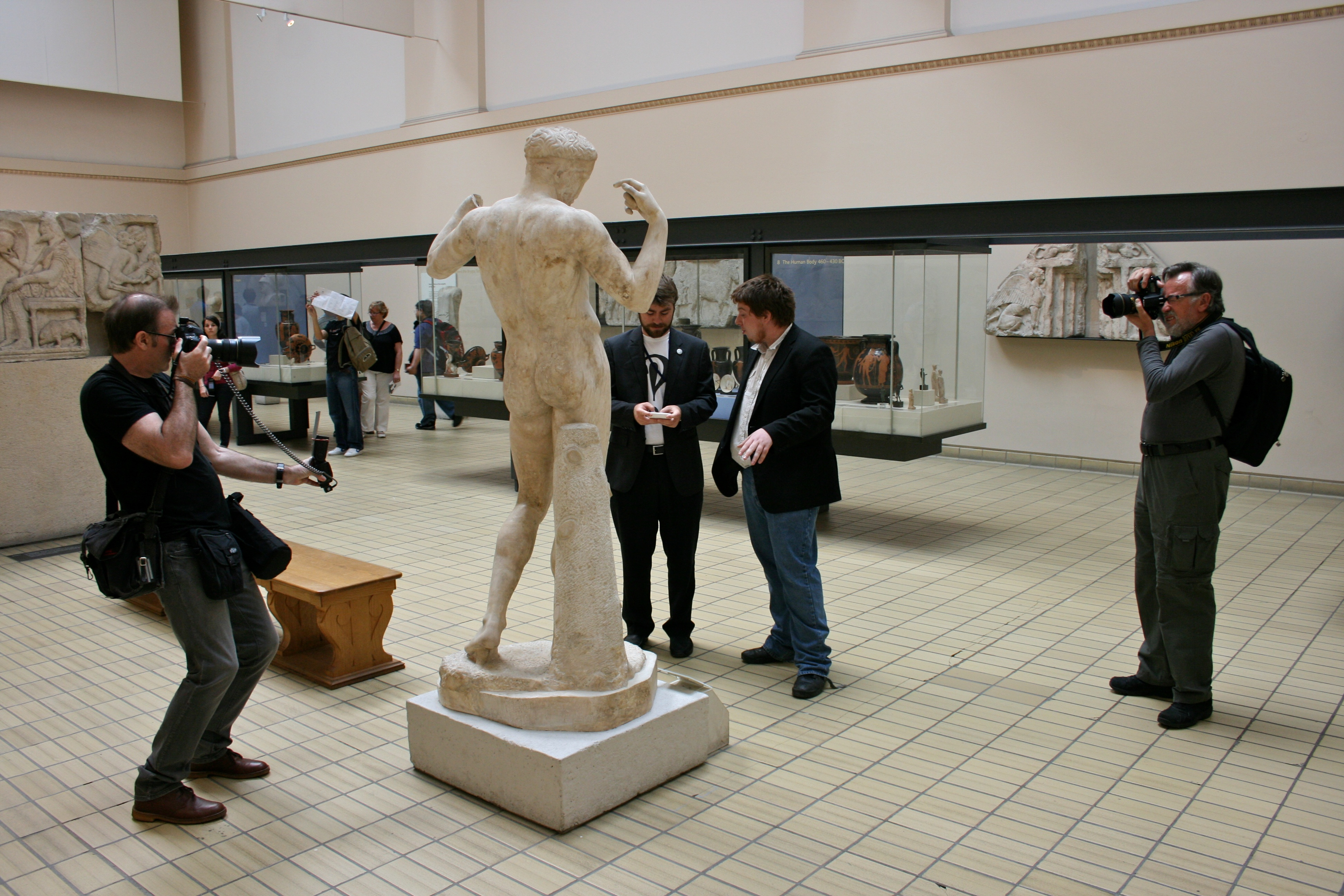

- Объектом музееведения является музей и музейное дело как общественное явление во всех их проявлениях.

Предмет музееведения
- Предметом музееведения являются объективные закономерности, относящиеся к процессам накопления, сохранения и трансляции социальной информации, традиций и эмоций посредством музейных объектов, к процессам возникновения, развития и общественного функционирования музея.

Метод музееведения
- Музееведение пользуется методами, заимствованными из арсенала различных гуманитарных и естественных наук (методы специальных и вспомогательных исторических дисциплин, педагогики, психологии, социологии; рентгенография, спектрография и др. методы естественных наук; методы полевого исследования, непосредственного наблюдения; экспериментальные методы, в том числе исторический эксперимент; метод моделирования и др.). В то же время, будучи интегрированы в структуру музееведения и приспособлены к решению его задач, эти методы выступают в совокупности, не свойственной другим наукам и, таким образом, приобретают новое качество.
- Музееведение как формирующаяся научная дисциплина находится в стадии выработки собственного языка. В арсенале музееведческого понятийного аппарата сегодня присутствуют термины, заимствованные из других областей знания; термины заимствованные, но адаптированные к исследовательским задачам музееведения и приобретшие в контексте музееведения значение, отличное от изначального; наконец, собственные музееведческие термины, не встречавшиеся в языке других наук. Однако в настоящее время необходима корректировка и унификация понятийного аппарата на новом уровне.

## Музееведение в России

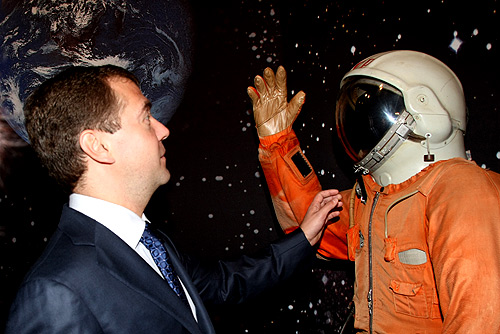
Д. Медведев в музее Ю. Гагарина

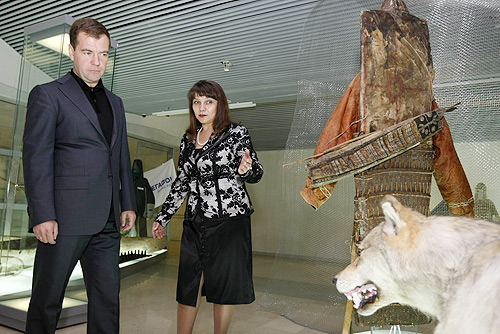
Д. Медведев в Музее Чукотки

В русскоязычной литературе, как правило, употребляются в качестве равнозначных термины «музееведение» и «музеология».
В России сформировалась как система в XX веке.
Сегодня музееведческое образование ведется в ВУЗах страны в Барнауле, Воронеже, Кемерове, Москве, Орле, Тамбове, Томске, Челябинске, Улан-Удэ.

### Музееведение в России: научные центры

##### Российский институт культурологии(РИК)
Основан в 1932 году. В 1955 году переименован в НИИ музееведения, а в 1966 — преобразован в НИИ музееведения и охраны памятников истории и культуры Министерства культуры РСФСР. Ведущими направлениями в деятельности Института являлись музееведение и изучение наследия. Масштабное социологическое обследование «Музей и посетитель», проведённое в 22 регионах России, позволило рассмотреть проблему музея в широком социокультурном контексте.
В 1992 году Институт был переименован в Российский институт культурологии. Основу развития исторической культурологии составили музееведческие исследования и изучение вопросов культурного наследия, которые вылились в издание «Российской музейной энциклопедии» (2001), а также завершение многолетней работы по созданию «Свода памятников истории и культуры» для регионов России".

##### Лаборатория музееведения
В 1978 году на базе Центрального музея революции была образована Лаборатория музееведения, ставшая музееведческим центром широкого профиля по разработке общетеоретических, методических, организационных проблем отечественного музееведения, актуальных проблем истории и организации музейного дела, музееведческой мысли и музейного источниковедения. Сотрудниками лаборатории в разные годы являлись известные специалисты, внёсшие весомый вклад в развитие отечественного музееведения: М. Б. Гнедовский, В.Ю Дукельский, Ю. П. Пищулин, Ольшевская Г. К., В. Е. Туманов, Н. И. Решетников, М. Е. Кучеренко, Балакирев А. С., Л. П. Брюшкова, Н. И. Никандров и многие другие.

### Музееведение в России: вузы
В 1988 г. в Ленинградском государственном институте культуры им. Н. К. Крупской (ныне СПбГИК) была открыта новая специальность 052800 «Музейное дело и охрана памятников истории и культуры» по направлению «Культура и искусство» и создана кафедра музееведения, ставшая одной из первых в стране.
В 1992 г. особым письмом Министерства культуры РФ институту была разрешена подготовка экскурсоводов, на основании чего кафедра была переименована в кафедру музееведения и экскурсоведения. Организатором и руководителем кафедры с момента её основания и до 2010 г. являлась Надежда Ивановна Сергеева (1920—2011). В 1994 г. при кафедре музееведения и экскурсоведения был открыт внебюджетный факультет с аналогичным названием, который позволил расширить диапазон смежных специализаций и обеспечить молодым специалистам возможность будущего трудоустройства. В становление и разработку концепции и методики преподавания музееведческих дисциплин, в подготовку специалистов и научных кадров внёс вклад Валентин Петрович Грицкевич (1933—2013) Его труды вошли в основу формирования научной школы исторической музеологии.
В 1987 году в Московском государственном историко-архивном институте (МГИАИ) была создана кафедра музейного дела (зав. кафедрой — Фролов А. И.). Сначала кафедра осуществляла свою деятельность на факультете архивного дела, а в 1991 году продолжила деятельность в возникшем на базе МГИАИ Российском государственном гуманитарном университете (РГГУ), где был открыт Факультет музеологии. Коллективом факультета разработана образовательная программа по новой специальности «Музеология», конвертируемая с европейскими системами подготовки музейных специалистов. Специальность открыта в 1994 году.

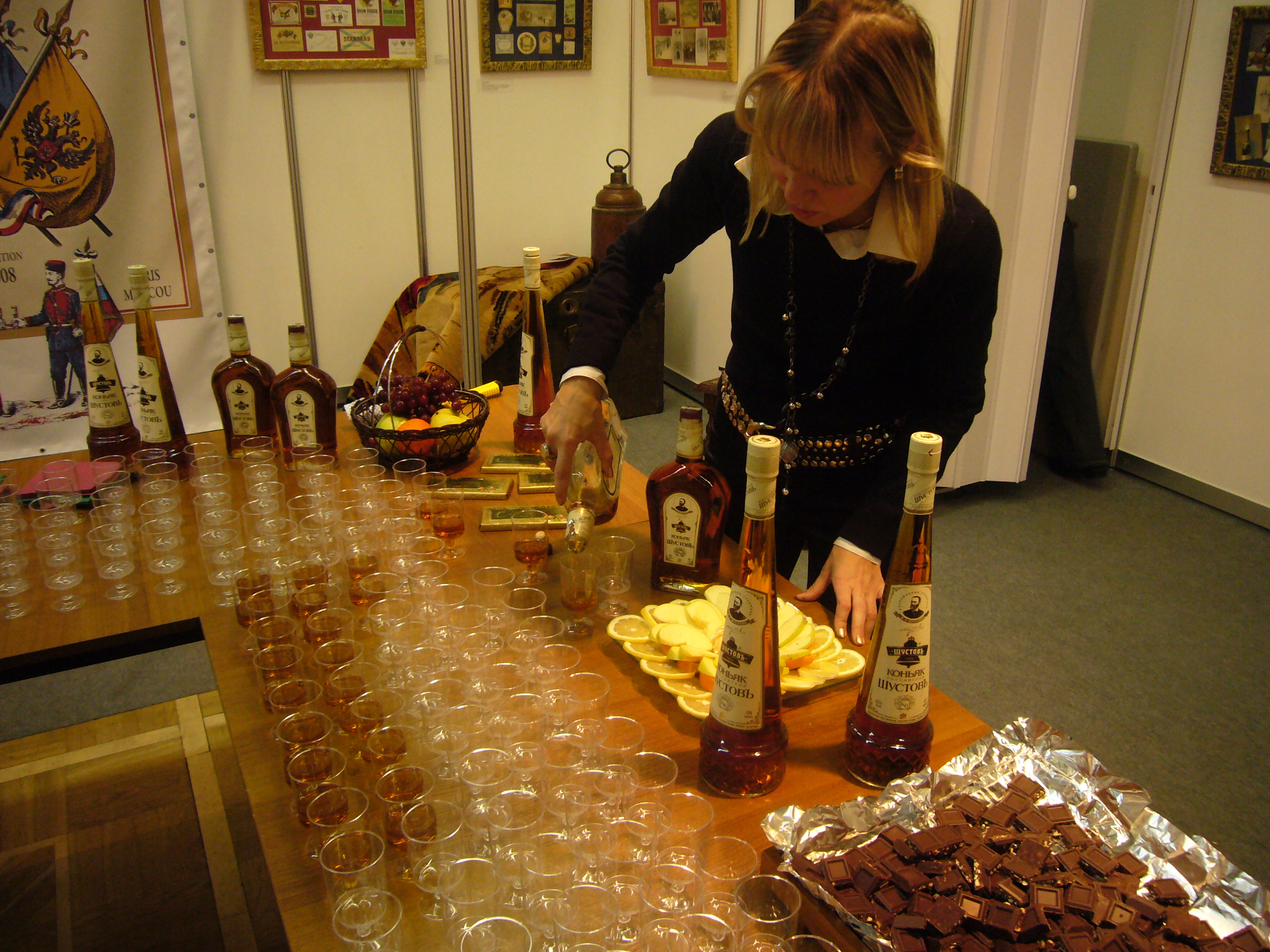
Музей русской водки

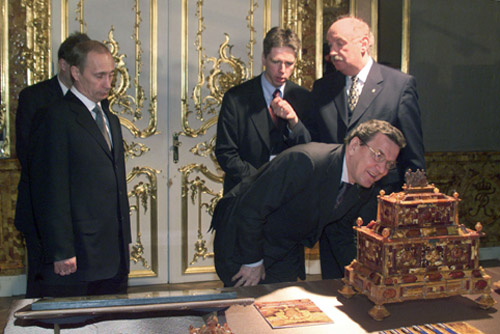
В. Путин и Г. Шрёдер в Царском селе

С 1994 года подготовка студентов по этой специальности осуществлялась на кафедре Музеологии (зав. кафедрой — Сотникова С. И.— профессор, доктор наук) на очном и заочном отделениях. В разные годы на факультете преподавали известные специалисты: Векслер А. Г., Зверева Г. И., Безрогов В. Г., Курукин И. В., Козлов В. Ф.,Поляков Т. П., Чернецов А. В., Юрганов А. Л., Полякова М. А., Сотникова С. И., Беловинский Л. В., Мкртычев Т. К., Гуральник Ю. У., Истомина Э. Г., Баранова С. И., Голиков В. П., Ноль Л. Я., Данилова И. Е., Медушевская О. М., Фролов А. И., Кондаков В. И., Масляницын С. И., Бочаров Г. Н., Сундиева А. А., Пчелов А. В., Яхонт О. В., Мизиано В. А., М. Б. Гнедовский, В. Ю. Дукельский и другие.
Сегодня (2020) кафедра работает в составе Факультета истории искусства РГГУ (декан — Колотаев Владимир Алексеевич). С 2006 года зав. кафедрой — Сундиева А. А., кандидат исторических наук, доцент, с 2018 года — зав. кафедрой Стефко Мария Станиславовна, кандидат исторических наук, доцент — обучение по специальности «Музеология» осуществляется на очном и вечернем отделениях.

### Музееведение в России: периодические издания
Вопросами музееведения в России занимается журнал Мир Музея. В нём выходят статьи, посвящённые развитию музеологии, методам и проблемам музейного дела в России и за рубежом.

## Развитие музеологии в других странах

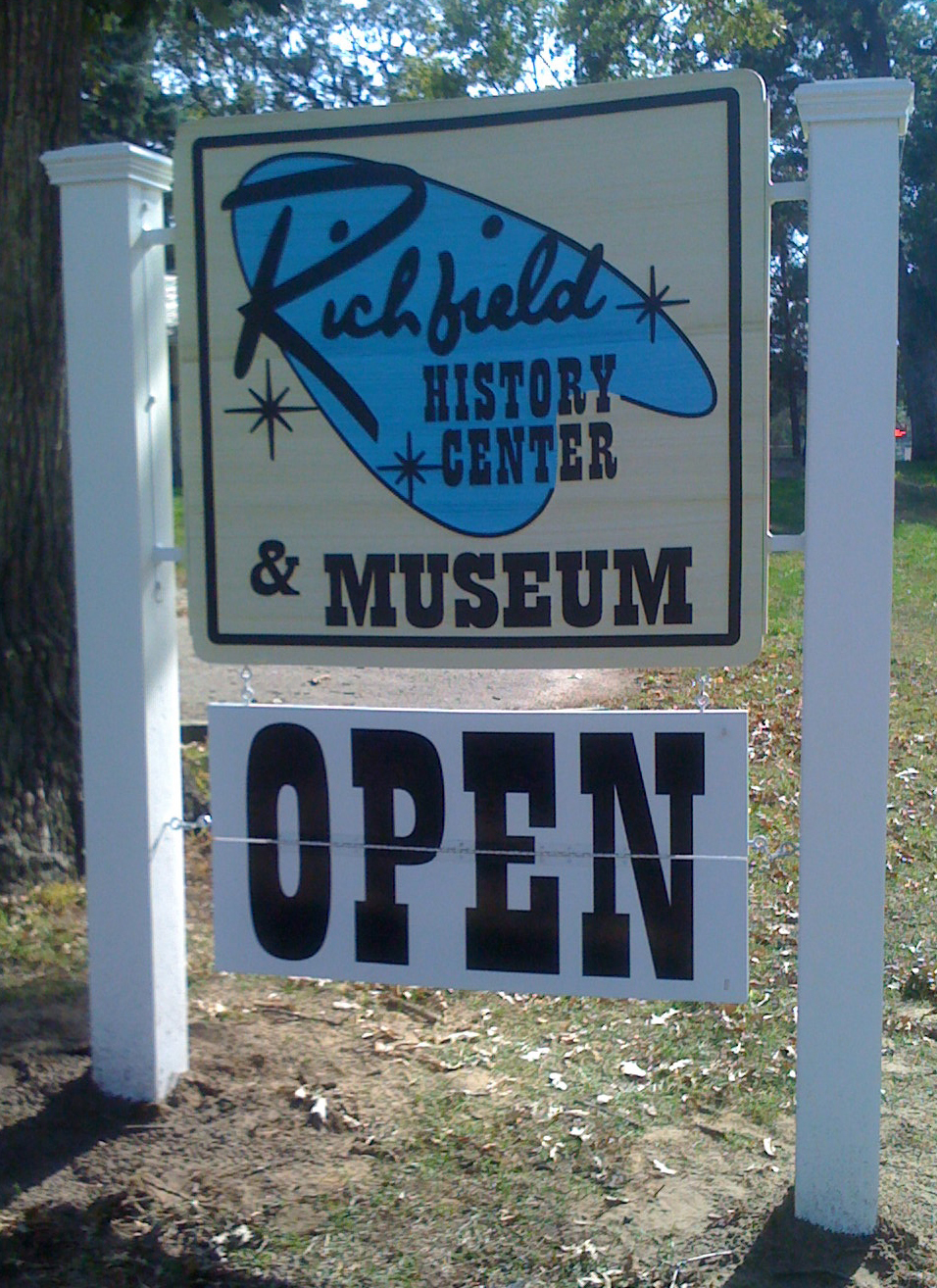

- Беларусь. В Беларуси музееведение активно развивается с начала XX века. В 1911 г. в Витебском отделении Московского археологического института готовились специалисты по отдельным музейным специальностям, читались курсы по музееведению. В 1920-е гг. в БССР музеи обрели статус научно-исследовательских учреждений, при Белорусском государственном университете действовали музейные курсы. Создание независимой Республики Беларусь поспособствовало развитию самостоятельной белорусской школы музееведения. В 1992 году открыта кафедра источниковедения и музееведения в БГУ. С 2001 года на историческом факультете БГУ действует отдельная Кафедра этнологии, музеологии и истории искусств[26], где на данный момент готовят музейных специалистов. В 1994 году была также создана кафедра этнологии и музееведения в Белорусском университете культуры. С 1993 года в Белорусском институте проблем культуры действует Лаборатория музейного проектирования, а также 2-годичная школа музееведения для переподготовки музейных сотрудников.
- Украина. На Украине музееведение как научная дисциплина разрабатывается с начала XX века. Украинские музееведы: Николай Беляшевский, Василий Василько, Гриффен Леонид Александрович, Константинов Владимир Александрович, Мезенцева Галина Георгиевна[укр.], Руденко Сергей Борисович, Рулин Пётр Иванович[укр.], Илларион Свенцицкий, Титова Елена Николаевна[укр.], Омельченко Юрий Андреевич, Шмит Фёдор Иванович. Обучение музейных специалистов со второй половины XX века ведется в Киевском университете, в 1992 в Киевском государственном институте культуры создана кафедра музееведения.
- Финляндия. В Финляндии преподавание музеологии как отдельной дисциплины было введено в университете Ювяскюля в 1983—1984 годах. В 1984—1985 годах подобная дисциплина появилась в Университете Турку. В 1989 году в университете Ювяскюля введена ставка преподавателя, а в 1998 году профессорская степень[27].
- Франция. Во Франции ряд университетов предлагают специализированные программы для получения магистерской степени в области музеологии (des Master (bac + 5)). Также Высшая школа Лувра предлагает магистратуру по специальности музееведение.
- Швеция. В Швеции музеология начала преподаваться начиная с середины 1990-х годов. В настоящее время специалистов в области музеологии готовят: университет Умео, Уппсальский университет (магистратура), Гётеборгский университет (магистратура) и Лундский университет (аспирантура). Первая шведская диссертация, написанная в области музееведения — Maria Björkroth, Hembygd i samtid och framtid 1890—1930. En museologisk studie av att bevara och förnya, 2000. («Усадьба в настоящем и будущем 1890—1930 гг. Музеологическое исследование по сохранению и обновлению», 2000).